# Aldford
Aldford är en ort i civil parish Aldford and Saighton, i distriktet Cheshire West and Chester, i Storbritannien. Den ligger i grevskapet Cheshire och riksdelen England, i den södra delen av landet, 260 km nordväst om huvudstaden London. Aldford ligger 16 meter över havet.
Aldford var tidigare en civil parish, men ingår sedan 2015 i den då nybildade Aldford and Saighton. Civil parish hade 272 invånare år 2011.
Terrängen runt Aldford är platt.Runt Aldford är det ganska tätbefolkat, med 239 invånare per kvadratkilometer. Närmaste större samhälle är Chester, 7,2 km norr om Aldford. Trakten runt Aldford består i huvudsak av gräsmarker.